# Judebruden
Judebruden (nederländska: Het Joodse bruidje) eller Porträtt av ett par som Isak och Rebecka (Portret van een echtpaar als Isaak en Rebecca) är en oljemålning av den nederländske konstnären Rembrandt. Den målades omkring 1665–1669 och ingår sedan 1885 i Rijksmuseums samlingar i Amsterdam. 
Den kanske vackraste och djupaste av alla Rembrandts verk är den som har fått den mystiska titel Judebruden. Titeln tillkom på 1800-talet, vad Rembrandt kallade den är inte känt. Vi vet inte heller vilka två personer som avbildas; möjligen är det ett äkta par i förklädnad av ett bibliskt par, till exempel Isak och Rebecka. De ser relativt alldagliga ut, aningen tynga av bekymmer och något till åren komna. Manen håller ömt om kvinnan och troligen är de gifta. 
Judebruden är en sen målning av Rembrandt; han var omkring 60 år när den färdigställdes och han hade inte lång tid kvar att leva. Han levde som en enstöring, hans stil ansågs omodern och han hade gått i personlig konkurs 1656 och tvingats sälja hem och allt han ägde. Hans konst uppnådde samtidigt sin högsta mognad. Under enkla yttre förhållanden skedde nu en konstnärlig fördjupning i riktning mot större allvar, stillhet och introspektion, uttryckt inte minst genom det ljusdunkel som är Rembrandts viktigaste tekniska och konstnärliga bidrag till det västerländska måleriet. 

## Relaterade målningar

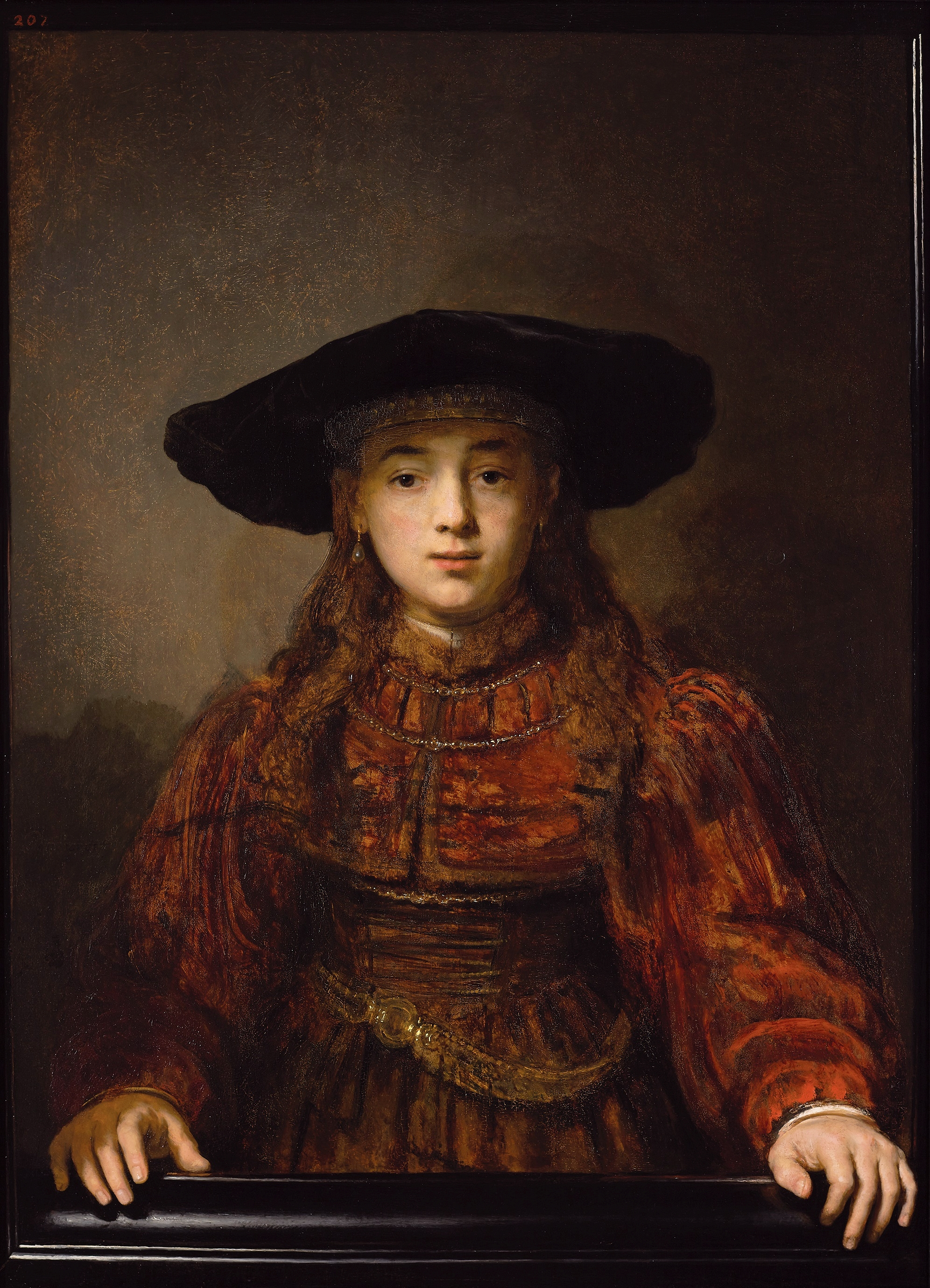
Rembrandts Porträtt av en flicka (Jonge vrouw in een schilderijlijst), ibland också kallad Judebruden, målad 1641 och utställd på Warszawas slott.